# ماروا (منطقه شمال دور)
ماروا (به لاتین: Maroua) یک منطقهٔ مسکونی در کامرون است که در Diamaré واقع شده‌است. ماروا ۲۰۱٬۳۷۱ نفر جمعیت دارد و ۳۸۴ متر بالاتر از سطح دریا واقع شده‌است.